# Луї Флері
Луї-Франсуа Флері (фр. Louis-François Fleury; 24 травня 1878, Ліон — 10 червня 1926, Париж) — французький флейтист, один з найбільш помітних учнів Поля Таффанеля з Паризької консерваторії.

## Біографія
У 12-річному віці брав уроки гри на піколо у якогось перукаря. Через 3 роки приїхав до Парижа і почав заняття у Жоржа Баррера. 1895 року вступив до Паризької консерваторії, де навчався у Поля Таффанеля. 1900 року був відзначений першою премією консерваторії за виконання Концерту Демерссмана. 1902 вступав у «Сучасному товаристві духових інструментів» (фр. Société Moderne des Instruments à Vent), керівником якого він став в 1905 після еміграції Ж. Баррера до Америки.
Був солістом у концертах Асоціації великих концертів (фр. Association des grands Concerts), Концертів Альфреда Корто. Як соліст супроводжував 1907 року в концертних поїздках співачку Емму Кальве (сопрано). Багато композиторів посвятили йому свої твори, серед яких: п'єса «Кришна» з сюїти «Гравці на флейті» Альбера Русселя, п'єса «Сірінкс» Клода Дебюссі (прем'єра відбулася 1 грудня 1913 року), Сонатина Даріуса Мійо, Сюїта в трьох частинах Сирила Рутама, Соната Мел Боні, з якою його пов'язувала дружба. 1914 року був призваний на військову службу. У травні 1924 року брав участь у одному з відділень концерту Ейтора Вілла-Лобоса, де той виступав як піаніст під час перебування в Парижі. Був автором багатьох перекладів для флейти (зокрема «Павани до смерті інфанти» М. Равеля) та редакцій творів для флейти. Наново відкрив публіці багато творів епохи бароко. За його редакцією вперше у Франції було видано флейтові твори Йоганна Себастьяна Баха. Також редагував сонати Мішеля Блаве, Жака-Крістофа Нодо, Генрі Перселла, Джона Стенлі, Леонардо Вінчі та ін. Разом з іншим учнем Таффанеля, Філіпом Гобером, Флері після смерті Таффанеля закінчив та опублікував його Школу гри на флейті (фр. Méthode complète de flûte). Співпрацював з редакціями французьких та англійських журналів (Music and Letters, Chesterian і L´Encyclopédie de Lavignac) як автор статей про музику та про флейту.
Був одружений з піаністкою Габріелле Моншаблон (фр. Gabrielle Monchablon), донькою французького художника Альфонса Моншаблона.